# Robbie Cooper
Robbie Cooper (1969) és un artista britànic que treballa amb diversos mitjans com la fotografia, el videoart i els videojocs.

## Trajectòria
Es va formar a Kenya i al Regne Unit, abans d'estudiar producció multimèdia a l'Arts University Bournemouth de Poole. El 2002, va començar Alter Ego, un projecte que explora el món virtual dels jocs en línia i les identitats que la gent hi crea i es conforma. Les fotografies d'Alter Ego s'han exposat internacionalment i es van publicar com a llibre el 2007. Cada retrat inclou un text escrit pel mateix subjecte que registra les seves experiències en línia. Cooper va fer la volta al món per a fotografiar els cossos reals que hi havia al darrere d'alguns avatars de comunitats com Second Life o World of Warcraft. La sorpresa és que per a molts jugadors, l'avatar significava literalment una doble vida, ja que els permetia fer coses i tenir una sèrie d'habilitats que en la vida real no eren possibles, perquè eren discapacitats, perquè tenien problemes de salut o per altres motius.
El 2008, Cooper va iniciar el projecte Immersion, en què registra les expressions de persones mirant la televisió, jugant a videojocs i utilitzant internet: «El treball de Cooper crea una retroalimentació doble: els jugadors reaccionen intensament a les imatges que veuen a la pantalla, mentre que nosaltres, els observadors, reaccionem amb els nostres propis sentiments a les seves expressions facials poderosament emocionals que per a nosaltres, al seu torn, són només una imatge més a la pantalla». El projecte capta persones de totes les edats immerses en mitjans digitals. Els mitjans de comunicació utilitzats en el projecte Immersion inclouen videojocs, pornografia, dibuixos animats, comèdia, vídeos d'atrocitats, esports, pel·lícules de terror i videoclips.

### Tècnica d'immersió
La tècnica utilitzada per Cooper per a Immersion està inspirada en un mètode desenvolupat pel documentalista Errol Morris. Conegut com el mètode «Interrotron», Morris va utilitzar el procés per entrevistar persones directament a través de l'objectiu de la càmera. Un teleprompter modificat que utilitza un mirall unidireccional per a reflectir una imatge cap a l'espectador mentre mira cap a la càmera. Morris va connectar un vídeo en directe d'ell mateix a l'Interrotron perquè pogués fer preguntes i l'entrevistat pogués mantenir el contacte visual directe amb ell, mentre s'expressava directament a la càmera i al públic. Cooper va adaptar aquest enfocament, connectant consoles de jocs i ordinadors al teleprompter, a més de crear un entorn d'estudi que ha descrit com anti-shoot, en el qual l'atenció dels subjectes es desvia del propòsit de l'activitat. El 2011, Cooper va treballar com a consultor a la pel·lícula Visitors, de Godfrey Reggio i Philip Glass, que va utilitzar la tècnica àmpliament.

## Obra publicada
Alter Ego: Avatars and their Creators. London: Chris Boot. 2007. ISBN 978-1-905712-02-1